# Церковь Мегрецоц
Церковь Святого Христа Всеспасителя (арм. Սուրբ Քրիստոս Ամենափրկիչ եկեղեցի), Церковь Мегрецоц (арм. Մեղրեցոց եկեղեցի) — храм Армянской Апостольской церкви в городе Шуша, в Азербайджане.

## История
Судя по названию церкви, она была построена выходцами из города Мегри, что недалеко отсюда, так как Мегрецоц (арм. Մեղրեցոց) в переводе с армянского будет означать «Мегринцев», то есть церковь мегринцев. Церковь была возведена на средства Махтеси Ахумянца в 1838 году.
В 1960-х годах церковь была разрушена, приспособлена и превращена в открытый летний кинотеатр. В советские годы большая часть стен была разрушена взрывами, а сохранившиеся на высоте до одного метра стены фундамента ушли под асфальт. В 2017-м году на месте производила раскопки археологическая экспедиция ГНО «Государственной службы охраны исторической среды» непризнанной Нагорно-Карабахской Республики, в результате чего слой асфальта был удален и расчищено основание церкви. До раскопок территория полностью была заасфальтирована. На месте были видны лишь абсида и две ризницы.

## Архитектура
Размеры церкви - 24,75х12,77 м, толщина стен которой доходят до 1,6 м.
Церковь имела два входа – южный и западный, часть с их внешней стороны была вымощена. Судя по наличию пилястр и фундамента северо-западной колонны, можно предположить, что сведения М. Бархударянца о том, что сводчатые арки прямоугольной в пространственном плане церкви опирались на четыре колонны в центре зала и три пары пилястр.
Церковь Мегрецоц построена по тем же принципам, что и Агулецоц. Молельня храма представляла собой прямоугольную залу с вытянутыми пропорциями, а центральную часть двускатной крыши венчала небольшая ротонда-колокольня. Впоследствии во время советской власти весь архитектурный комплекс был перестроен в летний кинотеатр. Поэтому на сегодняшний день от храма осталась лишь восточная стена с большой и малой апсидами, а остальные массивные стены были снесены.